# ボナン・バルン

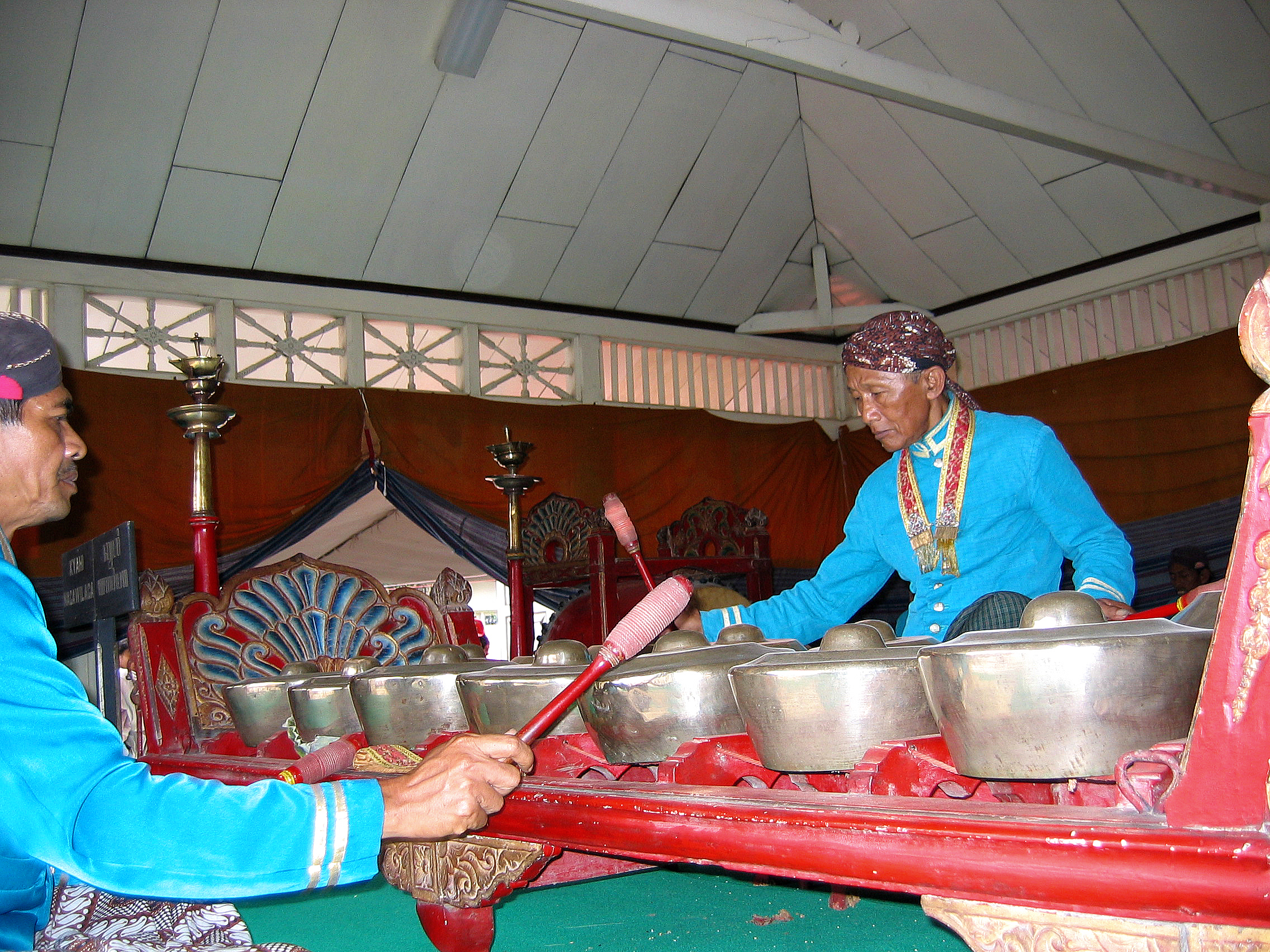
ガムラン・スカティのボナン、ヨグヤカルタ

ボナン・バルン（Bonang barung）は東南アジア・インドネシア・ジャワ島中部の伝統芸能であるカラウィタンで使われる金属楽器（ガムラン）のひとつ。

## 概要

### 種類
高音のものにボナン・パヌルス、低音のものにボナン・パヌンブンがある。バリ島で使われるレヨン Reyong やトロンポン Tronpong も同種の楽器である。

### 製造に要する日数
小型のものなら一日で作ってしまう村落も存在する。

### 打法
割れてしまうので、西洋打楽器のように鋭い打撃は用いることが出来ない。

## 関連文献
- Jennifer Lindsay: Javanese Gamelan - Traditional Orchestra of Indonesia. Oxford University Press, Oxford 1992. ISBN 0-19-588582-1
- Neil Sorrell: A Guide to Gamelan. Faber and Faber, London 1990. ISBN 0-571-14401-2